# Don Pelayo (Covadonga)
Don Pelayo est une sculpture de l'artiste espagnol Gerardo Zaragoza (es) inaugurée en 1964 à Covadonga,, dans les Asturies.
Située sur l'esplanade de la basilique de Santa María la Real de Covadonga (es), elle représente Don Pelayo († 737), considéré comme l'initiateur de la Reconquista.
Le piédestal de la statue porte en espagnol l'inscription suivante : « Nuestra esperanza está en Cristo. Este pequeño monte será la salvación de España. Crónica de Alfonso III ».
Lors de la campagne électorale pour les élections générales espagnoles d'avril 2019, l'homme politique Santiago Abascal, qui préside le parti Vox, classé à l'extrême droite, se rend devant la statue de Don Pelayo pour réclamer l'unité du pays et lutter contre le séparatisme,.